# Zürser See
Zürser See är en sjö i Österrike. Den ligger i distriktet Bludenz och förbundslandet Vorarlberg, i den västra delen av landet. Zürser See ligger 2 160 meter över havet.
Trakten runt Zürser See består i huvudsak av gräsmarker och kala bergstoppar.